# Ardwold

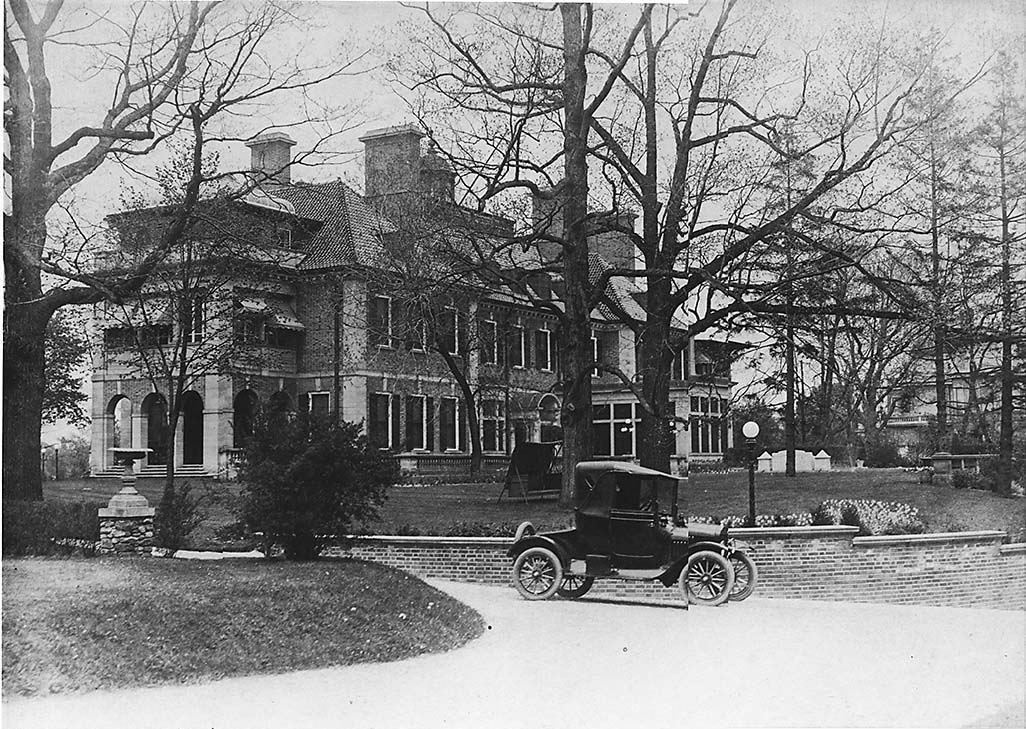
Aspecto de Ardwold cerca de 1910.

Ardwold foi o palácio citadino que serviu de residência a Sir John Craig Eaton e Lady Eaton em Toronto, no Ontário, Canadá. 
Sir John era o filho mais novo de Timothy Eaton, o fundador da loja de departamentos T. Eaton Company Department Store, ou Eaton's, tendo herdado o negócio, tornando-se seu presidente após a morte do seu pai, ocorrida em 1907. Sir John era um dos homens mais ricos do Canadá e, em 1909, encomendou uma casa a ser construída na "The Hill", um nome usado para descrever o bairro na Davenport Hill, em Toronto, onde muitas das familias mais ricas construíam as suas residências. A Casa Loma, construída por Henry Pellatt e a maior casa privada alguma vez erguida no Canadá, ficava próximo de Ardwold, assim como a Spadina House, o palacete de James Austin, e Glenedyth, a propriedade de Samuel Nordheimer.
Ardwold é um termo gaélico que significa "alta colina verde". O sólido palacete foi desenhado pelo arquitecto de Toronto Frank Wickson da firma Wickson and Gregg Architectural. Este optou por um desenho de estilo georgiano influenciado pelos palácios rurais ingleses e irlandeses, nomeadamente por Belton House, no Lincolnshire. Ardwold era constituído por cinquenta salas, catorze casas de banho e o seu próprio hospital. Situado no interior de 45.000 m² (11 acres) de campos paisagísticos, os quais incluíam 2.000 m² (meio acre) de área relvada envolvendo uma estufa e uma piscina, Ardwold era uma das maiores e mais luxuosas residências em Toronto e no país.
Sir John Craig Eaton faleceu em 1922 e a sua viúva, Lady Eaton, manteve o palacete até 1936, quando decidiu mudar o seu quartel-general para o enorme château chamado Eaton Hall, em King City, Ontário. Depois dum leilão onde foi vendido muito do seu conteúdo, Ardwold foi explodido (as paredes eram demasiado grossas para usar métodos vulgares de demolição) e a propriedade dividida num exclusivo empreendimento habitacional, chamado de Ardwold Gate. O pavilhão de entrada na Spadina Road, próximo do Austin Terrace, ainda existe.